# Zvonimir Šarlija
Zvonimir Šarlija, né le 29 août 1996 à Koprivnica en Croatie, est un footballeur croate qui évolue au poste de défenseur central au Hajduk Split.

## Biographie

### Slaven Belupo
Natif de Koprivnica en Croatie, Zvonimir Šarlija est formé par le club de sa ville natale, le NK Slaven Belupo. Il débute en professionnel avec le club du NK Solin, qui évolue en deuxième division croate, et où il est prêté lors de la saison 2016-2017.
Il fait son retour au Slaven Belupo la saison suivante, jouant son premier match en équipe première le 22 juillet 2017, lors d'une victoire des siens par un but à zéro face au Lokomotiva Zagreb.

### CSKA Moscou
Le 29 juin 2019 est annoncé le transfert de Zvonimir Šarlija au CSKA Moscou, où il devient le cinquième joueur croate à signer pour le club russe. Il joue son premier match le 14 juillet 2019 lors d'une rencontre de championnat perdue face au Krylia Sovetov Samara (2-0). 

### Kasımpaşa SK
Le 17 janvier 2020 Zvonimir Šarlija est prêté jusqu'à la fin de la saison au club turc du Kasımpaşa SK.

### Panathinaïkos
Le 30 juillet 2021 Zvonimir Šarlija s'engage en faveur du Panathinaïkos pour un contrat de deux ans.

### Hajduk Split
Lors de l'été 2023, Zvonimir Šarlija fait son retour en Croatie en s'engageant en faveur du HNK Hajduk Split. Le transfert est annoncé le 15 juin 2023 et il signe un contrat de quatre ans, soit jusqu'en juin 2027.

## Palmarès
Panathinaïkós
- Coupe de Grèce
- Vainqueur : en 2022.